# Sport-Verein Werder von 1899 II 2016-2017
Questa voce raccoglie le informazioni riguardanti lo Sport-Verein Werder von 1899 II nelle competizioni ufficiali della stagione 2016-2017.

## Stagione
Nella stagione 2016-2017 il Werder Brema II, allenato da Alexander Nouri, Thomas Wolter e Florian Kohfeldt, concluse il campionato di 3. Liga al 17º posto.

## Rosa
| N. |                        | Ruolo | Calciatore         |
| -- | ---------------------- | ----- | ------------------ |
| 1  | Germania (bandiera)    | P     | Jonas Hupe         |
| 2  | Germania (bandiera)    | D     | Torben Rehfeldt    |
| 3  | Italia (bandiera)      | D     | Luca Caldirola     |
| 4  | Paesi Bassi (bandiera) | D     | Jesper Verlaat     |
| 5  | Germania (bandiera)    | D     | Dominic Volkmer    |
| 6  | Germania (bandiera)    | C     | Björn Rother       |
| 8  | Senegal (bandiera)     | C     | Mohamed Aidara     |
| 9  | Ghana (bandiera)       | A     | Jonah Osabutey     |
| 13 | Serbia (bandiera)      | D     | Miloš Veljković    |
| 14 | Germania (bandiera)    | C     | Ole Käuper         |
| 15 | Germania (bandiera)    | A     | Abdullah Doğan     |
| 16 | Germania (bandiera)    | D     | Maurice Hehne      |
| 17 | Germania (bandiera)    | A     | Justin Eilers      |
| 18 | Germania (bandiera)    | C     | Leander Wasmus     |
| 19 | Germania (bandiera)    | D     | Luca Zander        |
| 21 | Germania (bandiera)    | C     | Philipp Eggersglüß |
| 22 | Germania (bandiera)    | P     | Tobias Duffner     |

| N. |                     | Ruolo | Calciatore           |
| -- | ------------------- | ----- | -------------------- |
| 23 | Albania (bandiera)  | D     | Muhamet Cakolli      |
| 24 | Germania (bandiera) | A     | Johannes Eggestein   |
| 28 | Uganda (bandiera)   | A     | Melvyn Lorenzen      |
| 30 | Germania (bandiera) | P     | Michael Zetterer     |
| 31 | Germania (bandiera) | C     | Marc Pfitzner        |
| 32 | Germania (bandiera) | C     | Rafael Kazior        |
| 33 | Germania (bandiera) | C     | Leon Jensen          |
| 34 | Mali (bandiera)     | C     | Sambou Yatabaré      |
| 35 | Germania (bandiera) | C     | Maximilian Eggestein |
| 36 | Germania (bandiera) | D     | Thore Jacobsen       |
| 38 | Germania (bandiera) | C     | Niklas Schmidt       |
| 41 | Germania (bandiera) | P     | Tom Pachulski        |
| 43 | Germania (bandiera) | P     | Eric Oelschlägel     |
| 46 | Germania (bandiera) | A     | Enis Bytyqi          |
| 47 | Gambia (bandiera)   | A     | Ousman Manneh        |
| 48 | Germania (bandiera) | C     | Sefa Kahraman        |

## Organigramma societario
Area tecnica
- Allenatore: Florian Kohfeldt
- Allenatore in seconda: Thomas Horsch
- Preparatore dei portieri: Manuel Klon
- Preparatori atletici: Leif Frach

## Calciomercato

### Sessione estiva
| Acquisti | Acquisti           | Acquisti               | Acquisti |
| R.       | Nome               | da                     | Modalità |
| -------- | ------------------ | ---------------------- | -------- |
| D        | Muhamet Cakolli    | Werder Brema U19       |          |
| A        | Johannes Eggestein | Werder Brema U19       |          |
| C        | Leon Jensen        | Hertha Berlino U19     |          |
| C        | Sefa Kahraman      | Werder Brema U19       |          |
| A        | Maik Łukowicz      | Hansa Rostock          |          |
| C        | Marc Pfitzner      | Eintracht Braunschweig |          |
| C        | Niklas Schmidt     | Werder Brema U19       |          |
| D        | Dominic Volkmer    | Oldenburg              |          |
| C        | Leander Wasmus     | Werder Brema U19       |          |

| Cessioni | Cessioni            | Cessioni           | Cessioni |
| R.       | Nome                | a                  | Modalità |
| -------- | ------------------- | ------------------ | -------- |
| A        | Maik Łukowicz       | E. Braunschweig II |          |
| P        | Raif Husic          | Aalen              |          |
| D        | Marnon-Thomas Busch | Monaco 1860        |          |
| D        | Timo Dressler       | Oberneuland        |          |
| A        | Pedro Güthermann    | Schweinfurt 05     |          |
| C        | Marcel Hilßner      | Dinamo Dresda      |          |
| D        | Oliver Hüsing       | Ferencváros        |          |
| D        | Leon Lingerski      | Oldenburg          |          |
| C        | Giorgi Papunashvili | Dinamo Tbilisi     |          |
| D        | Mateo Pavlović      | Angers             |          |
| C        | Karim Raho          | Heeslinger SC      |          |
| C        | Tobias Schwede      | Magdeburgo         |          |
| C        | Julian von Haacke   | N.E.C.             |          |
| C        | Özkan Yıldırım      | Fortuna Düsseldorf |          |

### Sessione invernale
| Acquisti | Acquisti | Acquisti | Acquisti |
| R.       | Nome     | da       | Modalità |
| -------- | -------- | -------- | -------- |

| Cessioni | Cessioni      | Cessioni         | Cessioni |
| R.       | Nome          | a                | Modalità |
| -------- | ------------- | ---------------- | -------- |
| A        | Onur Capin    | Tuzlaspor        |          |
| D        | Fallou Diagné | Metz             |          |
| C        | Lukas Fröde   | Kickers Würzburg |          |

## Risultati

### 3. Liga

#### Girone di andata
| Arbitro: | Schröder |

|  |           |                                 |
|  | Marcatori | 20’ Rosinger 71’ Dej 85’ Nauber |

| Arbitro: | Günsch |

|                     |           |  |
| Bender 2’ Cauly 80’ | Marcatori |  |

| Arbitro: | Kempkes |

|            |           |                                         |
| Manneh 13’ | Marcatori | 11’ Paul 77’ König 88’ (rig.) Wachsmuth |

| Arbitro: | Winkmann |

|                    |           |                         |
| van der Biezen 60’ | Marcatori | 90’ Rehfeldt 90’ Kazior |

| Arbitro: | Schlager |

|                                                |           |                        |
| Garcia 16’ Eggestein 43’ Kazior 47’ Manneh 86’ | Marcatori | 81’ Ajdini 90’ Willers |

| Arbitro: | Winter |

|          |           |  |
| Erat 22’ | Marcatori |  |

| Arbitro: | Lossius |

|                         |           |                   |
| Kazior 25’ Lorenzen 84’ | Marcatori | 38’ (rig.) Halimi |

| Arbitro: | Zorn |

|                        |           |  |
| Sowislo 14’ Chahed 90’ | Marcatori |  |

| Arbitro: | Bacher |

|                                    |           |  |
| Grimaldi 12’, 49’ Tekerci 52’, 77’ | Marcatori |  |

| Arbitro: | Pfeifer |

|  |           |           |
|  | Marcatori | 9’ Lorenz |

| Arbitro: | Schult |

|                                       |           |            |
| Schindler 6’ Drexler 52’ Lewerenz 85’ | Marcatori | 37’ Aidara |

| Arbitro: | Brütting |

|               |           |  |
| Eggestein 59’ | Marcatori |  |

| Arbitro: | Kornblum |

|          |           |              |
| Frahn 9’ | Marcatori | 90’ Lorenzen |

| Arbitro: | Winter |

|                              |           |                  |
| Yatabaré 68’, 90’ Bytyqi 88’ | Marcatori | 85’ (rig.) Geipl |

| Arbitro: | Börner |

|           |           |                      |
| Grupe 26’ | Marcatori | 80’ (rig.) Eggestein |

| Arbitro: | Bacher |

|               |           |  |
| Eggestein 86’ | Marcatori |  |

| Arbitro: | Lossius |

|                         |           |  |
| Gjasula 61’ Pfeffer 80’ | Marcatori |  |

| Brema 10 dicembre 2016, ore 14:00 CET 18ª giornata | Werder Brema II | 0 – 0 referto | FSV Francoforte | Weserstadion - Platz 11 (515 spett.)\| Arbitro: \| Skorczyk \| |
| Arbitro:                                           | Skorczyk        |               |                 |                                                                |

| Arbitro: | Waschitzki-Günther |

|                                           |           |  |
| Morys 9’ Vasiliadis 45’ Müller 57’ (rig.) | Marcatori |  |

#### Girone di ritorno
| Arbitro: | Mix |

|            |           |                        |
| Wendel 47’ | Marcatori | 45’ Rother 45’ Verlaat |

| Arbitro: | Osmanagic |

|             |           |              |
| Schmidt 40’ | Marcatori | 84’ Andersen |

| Arbitro: | Bläser |

|                                  |           |            |
| König 35’ Oelschlägel 90’ (aut.) | Marcatori | 71’ Jensen |

| Arbitro: | Müller |

|               |           |  |
| Eggestein 39’ | Marcatori |  |

| Arbitro: | Winter |

|  |           |           |
|  | Marcatori | 8’ Manneh |

| Brema 5 marzo 2017, ore 14:00 CET 25ª giornata | Werder Brema II | 0 – 0 referto | Duisburg | Weserstadion - Platz 11 (2 510 spett.)\| Arbitro: \| Kempkes \| |
| Arbitro:                                       | Kempkes         |               |          |                                                                 |

| Arbitro: | Lossius |

|  |           |            |
|  | Marcatori | 43’ Kazior |

| Arbitro: | Hussein |

|  |           |                 |
|  | Marcatori | 90’ (rig.) Weil |

| Arbitro: | Osmanagic |

|  |           |              |
|  | Marcatori | 25’ Grimaldi |

| Arbitro: | Schwermer |

|                        |           |  |
| Dams 43’ Schäffler 67’ | Marcatori |  |

| Arbitro: | Bläser |

|  |           |                    |
|  | Marcatori | 41’, 72’ Schindler |

| Arbitro: | Fritsch |

|           |           |            |
| Aydın 42’ | Marcatori | 20’ Jensen |

| Brema 8 aprile 2017, ore 14:00 CEST 32ª giornata | Werder Brema II | 0 – 0 referto | Chemnitz | Weserstadion - Platz 11 (938 spett.)\| Arbitro: \| Börner \| |
| Arbitro:                                         | Börner          |               |          |                                                              |

| Arbitro: | Skorczyk |

|                           |           |            |
| Pusch 29’, 61’ Thommy 55’ | Marcatori | 65’ Manneh |

| Arbitro: | Mix |

|  |           |                         |
|  | Marcatori | 49’ Andrist 90’ Quiring |

| Aspach 29 aprile 2017, ore 14:00 CEST 35ª giornata | Sonnenhof G. | 0 – 0 referto | Werder Brema II | Mechatronik Arena (750 spett.)\| Arbitro: \| Lossius \| |
| Arbitro:                                           | Lossius      |               |                 |                                                         |

| Arbitro: | Osmanagic |

|            |           |           |
| Eilers 15’ | Marcatori | 42’ Röser |

| Arbitro: | Schult |

|  |           |                                          |
|  | Marcatori | 57’ Yatabaré 65’, 67’ Eilers 85’ Schmidt |

| Arbitro: | Alt |

|             |           |  |
| Volkmer 84’ | Marcatori |  |

## Statistiche

### Statistiche di squadra
| Competizione | Punti | In casa | In casa | In casa | In casa | In casa | In casa | In trasferta | In trasferta | In trasferta | In trasferta | In trasferta | In trasferta | Totale | Totale | Totale | Totale | Totale | Totale | DR  |
| Competizione | Punti | G       | V       | N       | P       | Gf      | Gs      | G            | V            | N            | P            | Gf           | Gs           | G      | V      | N      | P      | Gf     | Gs     | DR  |
| ------------ | ----- | ------- | ------- | ------- | ------- | ------- | ------- | ------------ | ------------ | ------------ | ------------ | ------------ | ------------ | ------ | ------ | ------ | ------ | ------ | ------ | --- |
| 3. Liga      | 45    | 19      | 7       | 5       | 7       | 16      | 19      | 19           | 5            | 4            | 10           | 16           | 29           | 38     | 12     | 9      | 17     | 32     | 48     | -16 |
| Totale       | 45    | 19      | 7       | 5       | 7       | 16      | 19      | 19           | 5            | 4            | 10           | 16           | 29           | 38     | 12     | 9      | 17     | 32     | 48     | -16 |

### Andamento in campionato
| Giornata  | 1  | 2  | 3  | 4  | 5  | 6  | 7  | 8  | 9  | 10 | 11 | 12 | 13 | 14 | 15 | 16 | 17 | 18 | 19 | 20 | 21 | 22 | 23 | 24 | 25 | 26 | 27 | 28 | 29 | 30 | 31 | 32 | 33 | 34 | 35 | 36 | 37 | 38 |
| --------- | -- | -- | -- | -- | -- | -- | -- | -- | -- | -- | -- | -- | -- | -- | -- | -- | -- | -- | -- | -- | -- | -- | -- | -- | -- | -- | -- | -- | -- | -- | -- | -- | -- | -- | -- | -- | -- | -- |
| Luogo     | C  | T  | C  | T  | C  | T  | C  | T  | T  | C  | T  | C  | T  | C  | T  | C  | T  | C  | T  | T  | C  | T  | C  | T  | C  | T  | C  | C  | T  | C  | T  | C  | T  | C  | T  | C  | T  | C  |
| Risultato | P  | P  | P  | V  | V  | P  | V  | P  | P  | P  | P  | V  | N  | V  | N  | V  | P  | N  | P  | V  | N  | P  | V  | V  | N  | V  | P  | P  | P  | P  | N  | N  | P  | P  | N  | N  | V  | V  |
| Posizione | 16 | 18 | 18 | 16 | 13 | 14 | 13 | 15 | 15 | 15 | 16 | 16 | 15 | 15 | 14 | 11 | 14 | 14 | 15 | 12 | 14 | 14 | 12 | 12 | 12 | 10 | 12 | 16 | 17 | 17 | 17 | 17 | 17 | 17 | 18 | 18 | 18 | 17 |

Legenda:

Luogo: C = Casa; T = Trasferta. Risultato: V = Vittoria; N = Pareggio; P = Sconfitta.

### Statistiche dei giocatori
| M. Aidara      | 14 | 1 | 4 | 0 |
| E. Bytyqi      | 24 | 1 | 1 | 0 |
| M. Cakolli     | 0  | 0 | 0 | 0 |
| L. Caldirola   | 2  | 0 | 0 | 0 |
| O. Capin       | 0  | 0 | 0 | 0 |
| F. Diagné      | 3  | 0 | 1 | 0 |
| A. Doğan       | 2  | 0 | 0 | 0 |
| T. Duffner     | 5  | 0 | 2 | 0 |
| P. Eggersglüß  | 14 | 0 | 1 | 0 |
| J. Eggestein   | 15 | 3 | 1 | 0 |
| M. Eggestein   | 13 | 2 | 2 | 0 |
| J. Eilers      | 10 | 3 | 4 | 0 |
| L. Fröde       | 2  | 0 | 1 | 0 |
| U. Garcia      | 3  | 1 | 0 | 0 |
| M. Hehne       | 0  | 0 | 0 | 0 |
| J. Hupe        | 0  | 0 | 0 | 0 |
| T. Jacobsen    | 35 | 0 | 2 | 0 |
| L. Jensen      | 18 | 2 | 3 | 1 |
| S. Kahraman    | 0  | 0 | 0 | 0 |
| R. Kazior      | 34 | 4 | 7 | 1 |
| O. Käuper      | 22 | 0 | 4 | 0 |
| M. Lorenzen    | 30 | 2 | 5 | 0 |
| O. Manneh      | 20 | 4 | 1 | 0 |
| E. Oelschlägel | 12 | 0 | 0 | 0 |
| J. Osabutey    | 1  | 0 | 0 | 0 |
| T. Pachulski   | 0  | 0 | 0 | 0 |
| M. Pfitzner    | 25 | 0 | 4 | 1 |
| T. Rehfeldt    | 32 | 1 | 1 | 0 |
| B. Rother      | 28 | 1 | 5 | 0 |
| N. Schmidt     | 32 | 2 | 6 | 0 |
| M. Veljković   | 3  | 0 | 1 | 0 |
| J. Verlaat     | 35 | 1 | 5 | 0 |
| D. Volkmer     | 28 | 1 | 6 | 0 |
| L. Wasmus      | 0  | 0 | 0 | 0 |
| S. Yatabaré    | 11 | 3 | 2 | 2 |
| L. Zander      | 31 | 0 | 4 | 0 |
| M. Zetterer    | 22 | 0 | 1 | 0 |